# 64ª Divisione fanteria "Catanzaro"
La 64ª Divisione fanteria "Catanzaro" fu una Grande Unità di fanteria del Regio Esercito italiano attiva nel corso della prima guerra mondiale a livello di brigata con la denominazione di Brigata "Catanzaro" e con il nome di 64ª Divisione fanteria "Catanzaro" un'unità motorizzata operante durante la seconda guerra mondiale.

## Storia

### La Brigata

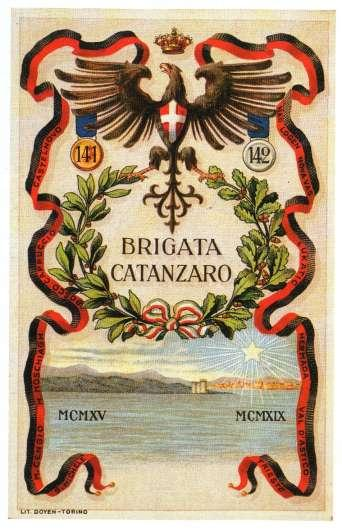
Una cartolina d'epoca dedicata alla Brigata

La Brigata "Catanzaro" venne costituita il 1º marzo 1915 a Catanzaro in due reggimenti, il 141º e il 142º.
I soldati (circa 6.000) che ne facevano parte erano in maggioranza calabresi.
Il comando di Brigata ed il 141° vennero attinte(Riserve) dal deposito del 48º Fanteria "Ferrara" (zone di reclutamento le province di Belluno, Bologna, Cefalù, Monza, Parma, città di Sacile e Salerno) mentre il 142° dal deposito del 19º Fanteria "Brescia" (zona di reclutamento le province di Belluno, Bologna, Cefalù, Cosenza, Firenze, Monza, Parma, Reggio Calabria, città di Sacile e Salerno)

### Prima guerra mondiale
All'atto della mobilitazione del 24 maggio 1915 fu dapprima inquadrata nelle truppe a disposizione del Comando Supremo poi, dopo pochi giorni, fu inviata in Friuli dove fu inquadrata nella 3ª Armata.
La «Catanzaro» fu una delle più sfruttate unità dell'Esercito. Logorata dai lunghissimi turni in trincea di prima linea nei settori più contesi, essa venne impiegata come brigata d'assalto sul Carso dal luglio 1915 al settembre 1917.
In prima linea a Castelnuovo, ed a Bosco Cappuccio, nel 1916 combatté a Oslavia, e durante la Strafexpedition sul monte Mosciagh e sul monte Cengio. Tornò poi sul monte San Michele, a Nad Logen, a Nova Vas, sul Nad Bregom e a Hudi Log. Prima di Caporetto fu a Lucatic, sul Monte Ermada ed infine a San Giovanni di Duino.
Nel 1918 dopo Caporetto combatté sul Pria Forà, in Val d'Astico ed in Val Posina. Nel giugno del 1920 fu sciolta.
La bandiera del 141º fanteria fu decorata con la medaglia d'oro al valore militare e quella del 142º ebbe la medaglia d'argento. Considerata dal comando italiano tra le Brigate più valorose e tenaci (giudizio condiviso dagli austriaci).

#### La battaglia di Monte San Michele
Dalla relazione inviata al Comando Supremo riguardante il 142º Reggimento della Brigata Catanzaro.
Nell'offensiva generale dell'ottobre-novembre 1915 il 142º Reggimento Fanteria m.m. venne a trovarsi con tutta la Divisione della quale fa parte - la 28ª Divisione - di fronte a S. Martino del Carso. Il Reggimento occupava Bosco Cappuccio fin dal 17 Settembre, così che quando s'iniziò l'offensiva, il 21 Ottobre, la truppa trovavasi da 34 giorni in trincea in un settore che per la sua asprezza si era fatta e continua a farsi una triste fama. -
Non pertanto sia negli Ufficiali che nella truppa, costituita da valorosi figli delle Calabrie, mai venne meno l'ardire nell'affrontare i più distruttivi mezzi che il nemico intensamente spiegava in quel luogo e la resistenza a sopportare i più duri disagi.
Truppe che avevano il glorioso passato di Castelnuovo, conquistato dal Reggimento nel Luglio e che nello stesso Carso si erano spinti più in avanti di ogni altro reggimento, non potevano non dimostrarsi eroiche nel più alto senso della parola.
Scopo immediato dell'azione svolta nel settore occupato dal Reggimento era la rottura del fronte nemico e l'occupazione della Sella di S. Martino e del villaggio omonimo.- Ma l'avversario aveva difeso questo passo con tale copia di formidabili difese che il Reggimento vanamente s'infranse contro questo fronte ed il 5 Novembre lasciava la 1^ linea per riorganizzarsi, dopo aver avuto in 15 giorni, 2037 dei suoi uomini fuori combattimento, tra cui 55 Ufficiali e con essi il suo primo Comandante Colonnello Cassoli."

#### «Su monte Mosciagh la baionetta ricuperò il cannone»

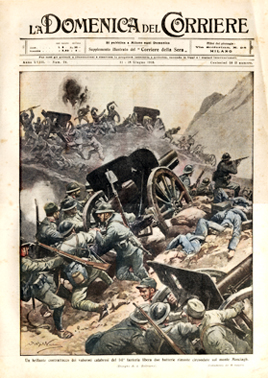
Copertina de La Domenica del Corriere dedicata alla Brigata Catanzaro

Numerose furono le località che videro in azione i reggimenti della Brigata Catanzaro, ma, sicuramente, vanno ricordati i fatti che si svolsero sul monte Mosciagh. Questo monte fu scenario di aspre lotte.
I fanti recuperarono alcuni pezzi d'artiglieria da una posizione ancora tenuta dagli Austriaci sulla vetta della montagna e dopo circa due ore di attacchi alla baionetta, riuscirono a cacciare definitivamente il nemico dalle posizioni iniziali conquistandone in definitiva anche l'armamento.
L'episodio meritò la seguente citazione sul bollettino di guerra del 29 maggio 1916 n.369 a firma del generale Luigi Cadorna: «Sull'altopiano di Asiago, le nostre truppe occupano attualmente, affermandovisi, le postazioni a dominio della conca di Asiago. Un brillante contrattacco delle valorose fanterie del 141º reggimento (Brigata Catanzaro) liberò due batterie rimaste circondate sul M. Mosciagh, portandone completamente in salvo i pezzi».
La cosa fu ripresa dalla stampa nazionale dell'epoca tanto da meritare la prima pagina su La Domenica del Corriere, che con una bella illustrazione di Achille Beltrame fece conoscere all'Italia intera come «Un brillante contrattacco dei valorosi calabresi del 141º fanteria libera due batterie rimaste circondate sul monte Mosciagh».
Da questo glorioso fatto d'armi il 141º trasse quello che da allora fu il suo motto: «Su Monte Mosciagh la baionetta ricuperò il cannone». Il Re, con decreto del 28 dicembre 1916, concesse motu proprio alla bandiera del glorioso 141º Reggimento la medaglia d'oro al valore militare con questa motivazione: «Per l'altissimo valore spiegato nei molti combattimenti intorno al San Michele, ad Oslavia, sull'Altopiano di Asiago, al Nad Logem, per l'audacia mai smentita, per l'impeto aggressivo senza pari, sempre e ovunque fu di esempio ai valorosi (luglio 1915 – agosto 1916)».
Anche la bandiera del 142º ebbe la sua meritata decorazione con la concessione della medaglia d'argento al valor militare.

#### La rivolta della Brigata
Diversi mesi dopo i soldati dei due reggimenti della "Catanzaro" furono protagonisti della più grave rivolta nel Regio esercito italiano durante il conflitto. Questo episodio si svolse a Santa Maria la Longa dove la brigata era stata acquartierata a partire dal 25 giugno 1917 per un periodo di riposo. La notizia di un nuovo reimpiego nelle trincee della prima linea fece pian piano montare quella che in poche ore sarebbe diventata una vera e propria rivolta.

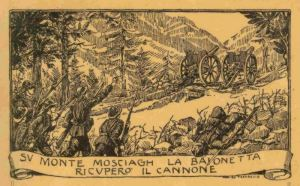
Motto della Brigata Catanzaro

I fanti della Catanzaro protestarono e la protesta passò in rivolta. Alle ore 22.00 del 15 luglio 1917 iniziò il fuoco che durò tutta la notte. I caporioni di ogni reggimento assaltarono i militari dell'altro inducendo gli stessi ad ammutinarsi e ad unirsi a loro. Caddero uccisi 3 ufficiali e 4 carabinieri.
Molti caddero morti sotto il fuoco dei rivoltosi, altri ne rimasero feriti. La rivolta durò tutta la notte. Per sedare la rivolta vennero impiegati una compagnia di Carabinieri, quattro mitragliatrici e due autocannoni con il preciso ordine di intervenire in modo fulmineo e con estremo rigore. La lotta durò tutta la notte e cessò all'alba.
Sedata la ribellione, il comandante della Brigata ordinò la fucilazione di quattro fanti, colti con le canne dei fucili ancora calde, e la decimazione della compagnia. All'alba del 16 luglio dodici fanti per ciascun reggimento, più i quattro colti in flagranza, alla presenza di due compagnie, una per ciascun reggimento, vennero fucilati a ridosso del muro di cinta del cimitero di Santa Maria La Longa e posti in una fossa comune.

#### Scioglimento
I soldati della Brigata Catanzaro, dopo questi gravi fatti, furono obbligati a battersi fino al termine della guerra. Ottene una seconda citazione sul bollettino di guerra del 25 agosto 1917, nel quale si riportava che: «Sul Carso la lotta perdura intorno alle posizioni da noi conquistate, che il nemico tenta invano di ritoglierci. Negl'incessanti combattimenti si distinsero per arditezza e tenacia le Brigate Salerno (89° - 90°), Catanzaro (141° -142°) e Murge (259° e 260°)».
La brigata fu sciolta nel giugno 1920.

### La Divisione nella II guerra mondiale
Nell'imminenza dell'entrata in guerra dell'Italia nella seconda guerra mondiale la brigata "Catanzaro" fu ricostituita come 64ª Divisione fanteria "Catanzaro".
I reparti destinati alla Divisione vennero inviati in Libia nel giugno 1940. La divisione venne riorganizzata sempre basata sul 141º e 142º Reggimento fanteria e inquadrando al suo interno il 203º Reggimento Artiglieria ed altri reparti logistici provenienti dalla disciolta 3ª Divisione CC.NN. "21 aprile".  
Ricostituita ufficialmente il 3 giugno 1940, venne quindi posta a disposizione del XXII Corpo d'Armata (generale Enrico Pitassi Mannella) della 10ª Armata e prese parte all'avanzata italiana in Egitto del settembre 1940 seppure nella riserva. L'unità al momento dell'impiego era ancora semimotorizzata, con solamente 39 camion funzionanti sui 105 disponibili.
Il 13 settembre, iniziata l'offensiva contro le posizioni inglesi dell'Egitto, la divisione venne impiegata lungo la via Balbia, tra Gambut e Sidi Bu Amud, a protezione delle retrovie da attacchi provenienti dal deserto. Nei giorni successivi, sempre in posizione di retroguardia, si spostò a Sidi el Barrani, in territorio egiziano, a difesa della viabilità delle rotabili costiere. Con l'inizio dell'Operazione Compass e l'ampio movimento della Western Desert Force del maggior generale Richard O'Connor, la Catanzaro venne investita già dal 9 dicembre nel settore delle saline di Bug Bug, zona Alam Salamus. Il caposaldo di Alam ci Rimth, sottoposto a martellante bombardamento e violentemente investito da forze corazzate, riuscì a resistere e a respingere gli attaccanti. Ma la situazione divenne particolarmente delicata, per cui il giorno 10 si unì ai reparti che difendevano Bug Bug per contenere ulteriori pressioni nemiche in attacco lungo la rotabile costiera.
L'11 dicembre nuclei meccanizzati della 7ª Brigata Corazzata britannica, infiltratisi tra i capisaldi della divisione, vennero arrestati e messi fuori uso dal buon lavoro dell'artiglieria divisionale. Poche ore dopo una nuova violenta azione di un altro squadrone corazzato britannico portò alla resa di centinaia di uomini e costrinse le rimanenti unità divisionali a ripiegare verso Bir Tishdida. Su questa posizione si accentuarono gli attacchi nemici, che culminarono, nei giorni 13 e 14, in una violenta pressione, ancora una volta esercitata da numerosi mezzi corazzati. La lotta, imperniata da parte della divisione solo sull'impiego dell'artiglieria, costrinse ad un ulteriore ripiegamento verso Sollum prima e, il 15, all'interno della cinta fortificata di Bardia. 
I rimanenti reparti della divisione, fortemente decimati dalla lotta aspra e intensa durata oltre venti giorni, vennero riordinati e continuarono ad operare per la difesa del forte di Bardia fino al 5 gennaio 1941, dopo di che la divisione venne considerata sciolta per eventi bellici e i resti di essa vennero ripartiti fra le altre grandi unità.
A causa del controverso comportamento dell'unità e dei suoi ufficiali, se si eccettua l'artiglieria, lo Stato Maggiore non intese riformare questa unità nel corso della guerra e nemmeno nel dopoguerra.

## Simboli
- Colori mostrine: rosso e nero
- Motto: «Portiamo i colori del sangue e della morte: ovunque vincitori.»

## Ricompense al valore militare
Alla Brigata
- 141º Reggimento: 1 medaglia d'oro - 1 Cav. Ord. Mil. Savoia
- 142º Reggimento: 1 medaglia d'argento - 1 Cav. Ord. Mil. Savoia

Individuali
- 3 medaglie d'oro
- 152 medaglie d'argento
- 204 medaglie di bronzo
- 2 ordine militare di Savoia

## Perdite complessive della Brigata
- 2.468 morti
- 12.867 feriti
- 2.203 dispersi

## Movimenti della Brigata tra il 1915 e il 1918
- Dal 24/05/15 al 21/07/15 da Catanzaro a Udine, poi Zugliano - Terenzano - Borgnano - Ruda - S. Nicolò di Rud - Turriaco.
- Dal 22/07/15 al 26/08/15 in linea Sdraussina - Castelnuovo del Carso - Azione su Bosco Cappuccio - Sella San Martino del Carso
- Dal 27/08/15 al 17/09/15 riposo Mariano
- Dal 18/09/15 al 04/11/15 in linea Sella San Martino del Carso - Pendice del San Michele
- Dal 05/11/15 al 31/12/15 riposo Nogaredo - Sevegliano - Risano - Ontagnano - Felettis - Chiopris - Medeuzza Lavariano Carpeneto - Cuccana - S. Maria La Longa
- Dal 01/01/16 al 18/01/16 riposo Lavariano - Felettis - Cuccana - Medana
- Dal 19/01/16 all'11/02/16 in linea Quota 112 - attacco alla quota 133
- Dal 12/02/16 al 01/03/16 riposo Settore di S. Maria La Longa
- Dal 02/03/16 al 13/05/16 in linea Azione dimostrativa sulla destra del fiume Isonzo - trinceramenti di Mochetta
- Dal 14/05/16 al 23/05/16 riposo Palmanova - Vicenza - Marostica - Osteria di Granezza - Pria dell'Acqua - Villa del Brun
- Dal 24/05/16 al 08/06/16 in linea Presidio della linea km 40 Val Canaglia - malga del Gallo - M. Pau - M. Busibollo - Pozzo Favaro - Canusino - Calvene
- Dal 24/05/16 al 08/06/16 in linea M. Interrotto - M. Catz - alture N.E. del Gallio - Mosciagh Ripiegamento su Gallio, Bertigo Turcio, M. Mochetta, Mezzavia - M. Sprunck - M. Cengio
- Dal 24/05/16 al 08/06/16 in linea M. Belmonte - attacco su Cesuna Casera - M. Magnaboschi - Lemerle ripiegamento su M. Pau strada di Campiello e M. Panoccio
- Dal 09/06/16 al 04/07/16 riposo Trasferimento Breganze Trevignano Fontaniva Palmanova - Chiopris - Versa
- Dal 05/07/16 al 14/08/16 in linea Groviglio - settore di Peteano, Rocce Rosse - azione sul San Michele costone Viola alto cima 1 e cima 2 - sella di M. S. Michele tra cima 2 e 3
- Dal 05/07/16 al 14/08/16 in linea Occupazione di Cotici quota 242 e 193 - Brestovic - attacco del Nad Logem - attacco del Pecinca
- Dal 15/08/16 al 15/09/16 riposo Villesse - pressi di Saciletto - Polazzo
- Dal 16/09/16 al 20/09/16 in linea Bonetti - attacco alla quota 208 sud Nova Vas
- Dal 21/09/16 al 24/09/16 riposo Polazzo
- Dal 25/09/16 al 07/11/16 in linea Quota 208 nord di Nova Vas -Bonetti, Ferleti - occupazione del Nad Bregom e della quota 206 occupazione della quota 238
- Dal 08/11/16 al 01/12/16 riposo Campolongo - Perteole
- Dal 02/12/16 al 26/12/16 in linea Settore di Lukatic
- Dal 27/12/16 al 31/12/16 riposo Sevegliano - Perteole - S. Petro - Turriaco
- Dal 01/01/17 al 08/01/17 riposo Sevegliano - Perteole - S. Petro - Turriaco
- Dal 09/01/17 al 22/01/17 riposo S. Elia - S. Pietro - Polazzo
- Dal 23/01/17 al 07/02/17 in linea Hudi Log
- Dal 08/02/17 al 19/03/17 riposo Polazzo - S. Elia - Vallone
- Dal 20/03/17 al 09/04/17 in linea Hudi Log
- Dal 10/04/17 al 01/05/17 riposo S. Elia - Polazzo - Ruda - Perteole
- Dal 02/05/17 al 24/05/17 in linea Hudi Log - occupazione di quota 247 e di quota 224
- Dal 25/05/17 al 06/06/17 riposo S. Elia - Ruda - Perteole - trasferimento a Gonars - Moresco di Strada - Vallone di Ferleti
- Dal 07/06/17 al 24/06/17 in linea Settore di Jamiano
- Dal 25/06/17 al 15/08/17 riposo S. Canziano
- Dal 16/08/17 al 07/09/17 in linea Passaggio del Locavac - attacco a quota 40 quota 175 sud quota 145 Nord di S. Giovanni - viadotto di quota 36 - fortino di Flondar
- Dal 08/09/17 al 15/10/17 riposo Bertiolo - Lonca - Trasferimento: zona di Schio (valle dei Mercanti) Torre Belvicino trasferimento in Vallarsa - Val Leogra - zona di Arsiero
- Dal 16/10/17 al 31/12/17 in linea Settore di Posina e fiume Astico
- Dal 01/01/18 al 26/03/18 in linea Settore di Posina e fiume Astico
- Dal 27/03/18 al 14/05/18 riposo Casale Maglio - Campo Jolanda - Montagnola
- Dal 15/05/18 al 30/08/18 in linea Settore Astico - Schiri - settore Rio Freddo - S. Rocco Casale - C. Peon - Montagnola Schiri - Seghe - Pria Forà - Novegno - R. Bagattini - M. Aralta - Perlona - P. Campiello
- Dal 31/08/18 al 04/11/18 riposo C. da Maggiore - trasferimento Marano Vicentino Thiene Mason Vicentino -pressi di Cittadella - Zona Barcon Fossalunga - trasferimento Ovest di Treviso

Fonte: Stato Maggiore Centrale. Ufficio Storico, Riassunti storici dei corpi e comandi nella guerra 1915–1918: brigate di fanteria, 8 volumi, Roma, Libreria dello Stato, 1924-1929.

## Ordine di battaglia della Divisione
1940

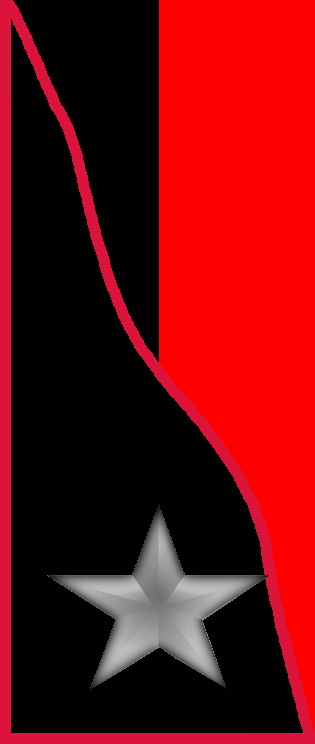
Mostrina del Battaglione Genio della divisione

- 141º Reggimento fanteria "Catanzaro"
- 142º Reggimento Fanteria "Catanzaro"
- 203º Reggimento Artiglieria (lo più composto da Camicie Nere)
- 64º Battaglione Mitragliatrici
- 64º Battaglione Genio
- 64ª Compagnia Anticarro

Comandanti (1940-1941)
- Gen. B. Nicola Spinelli (3 - 8 giugno 1940)
- Gen. B. Giuseppe Stefanelli (9 - 14 giugno 1940)
- Gen. B. Lorenzo Mugnai (15 giugno - 26 novembre 1940)
- Gen. B. Giuseppe Amico (27 novembre 1940 - 5 gennaio 1941)